# سارگیس کامالیان (نویسنده)
سارگیس آوتیکی کامالیان (ارمنی: Սարգիս Ավետիքի Քամալյան؛  زادهٔ ۲۵ مهٔ ۱۸۶۰ - درگذشته ۱۹۳۴)، مترجم، توده‌شناس، آموزگار و نویسنده اهل ارمنستان بود.

## زندگی‌نامه
وی در ۲۵ مهٔ ۱۸۶۰ در شاهومیانی به دنیا آمد و در مدرسه نرسیسیان، دانشگاه تارتو، دانشگاه هومبولت برلین و دانشگاه ینا تحصیل نمود.  وی در ۱۹۳۴ در سن ۷۴ سالگی در تفلیس درگذشت.